# Humberto III, Conde de Saboia
Humberto III (4 de Agosto de 1135 — 4 de Março de 1189), apelidado de "o Santo", foi Conde de Saboia desde 1148 até sua morte.
Humberto esteve à frente dos seus domínios desde 1149 até 1189, ano da sua morte, foi tido como um homem resoluto, de espírito aberto e achava-se indigno da dignidade de príncipe. Passou anos da sua vida num mosteiro, teve no entanto de renunciar solenemente à categoria de celibatário de forma a poder dar um herdeiro ao condado, como lhe era exigido pelos nobres e pelo povo.

## Relações familiares
Foi filho de Amadeu III de Saboia (1092 - 30 de Agosto de 1148) e Mafalda de Albon (1105 - 1145) também conhecida como Mahaut, ou Matilde de Albon, e irmão de Mafalda de Saboia, a primeira rainha de Portugal.. O dia 4 de Março de cada ano é dedicado às festividades de “Santo Humberto de Saboia”.
Assim, casou pela primeira vez com mulher ainda muito jovem de nome Faidiva de Tolosa (1140 - 1154 ), filha de Afonso-Jordão de Toulouse e que morreu sem lhe dar filhos.
Casou segunda vez, em 1155, com Gertrudes da Flandres (c. 1140 - ?) de quem se veio a divorciar. Fê-la prisioneira, tendo-a mais tarde solto por intervenção de Roberto, bispo de Cambrai, e mandado para a corte de seu irmão, Filipe da Flandres. Deste casamento também não teve descendentes.
Depois de receber pedidos dos nobres e do povo da Saboia voltou a casar-se. Este terceiro casamento aconteceu em 1164 e foi com Clemência de Zähringen, filha de Conrado I de Zahringen. Deste casamento nasceu:
1. Sofia de Saboia, (1165 - 1202), casada com Azzo IV de Este.
2. Adelaide de Saboia ou Alice de Saboia como também foi conhecida, (1166 - 1178).

Ainda antes de voltar ao mosteiro como sempre foi seu desejo, Humberto ainda se voltou a casar desta vez em 1175 com Beatriz de Vienne (c. 1140 - 1230) também conhecida como Beatriz de Macon, filha de Gerardo I de Mâcon (1125 - 1148) e de Maurette de Salins, de quem teve:
1. Tomás I de Saboia, conde de Saboia e de Mauriana (27 de Março de de 1176 - 1 de Março de 1233) casado com Margarida de Genebra (1180 - 8 de Abril de 1257), filha de Henrique I de Faucigny (1155 - 1197) e de Margarida de Genebra (1160 -?).